# Lewis Spratlan
Lewis Spratlan, né le 5 septembre 1940 à Miami (Floride) et mort le 9 février 2023 à Mount Laurel (New Jersey), est un compositeur américain, lauréat du Prix Pulitzer de musique en 2000.

## Biographie
Lewis Spratlan naît le 5 septembre 1940 à Miami,.
Il étudie la composition avec Yehudi Wyner, Gunther Schuller et Mel Powell à l'Université Yale, où il obtient un Bachelor of Arts en 1962 puis un Master of Music (en) en 1965, et se perfectionne auprès de George Rochberg et Roger Sessions au Centre de musique de Berkshire (en) de Tanglewood en 1966,.
Spratlan est lauréat d'une bourse du National Endowment for the Arts en 1976 et récipiendaire des premiers prix des concours Alvin Etler Memorial (1974) et de l'Opéra Fondation Rockefeller-Conservatoire de musique de la Nouvelle-Angleterre (1979). Il est également boursier Guggenheim en 1980.
Comme pédagogue, Lewis Spratlan est professeur au Junior College de Bay Path de 1965 à 1967, puis à l'Université de Pennsylvanie entre 1967 et 1970, avant d'enseigner au Amherst College, dans le Massachusetts, à partir de 1970. À Amherst, il est promu professeur de l'institution en 1980, et en est également président du département musical entre 1977 et 1980, en 1984, ainsi qu'entre 1985 et 1988,.
Comme compositeur, ses œuvres « couvrent tous les genres et reflètent une grande variété d'influences interculturelles. Son style s'inspire non seulement de l'héritage musical traditionnel de l'Europe occidentale, qui va du chant aux modernistes tels que Schoenberg, Stockhausen et Ligeti, mais aussi des musiques d'autres cultures, en particulier celles du sud de l'Inde et de l'Amérique latine. L'influence de compositeurs tels que Moussorgski et Scriabine, de musiciens de jazz tels que Monk, Mingus, Davis et Coltrane, et de minimalistes tels que Reich est également perceptible ».
En 2000, Lewis Spratlan est lauréat du Prix Pulitzer de musique pour son opéra Life is a Dream (en).
Il meurt le 9 février 2023 à Mount Laurel, dans le New Jersey, à l'âge de 82 ans.

## Œuvres
Parmi ses œuvres, figurent :

### Pour la scène
- Life is a Dream (en), opéra (1975-1977) ;
- Unsleeping City, musique de danse (1967).

### Musique pour orchestre
- 2 Pièces (1971) ;
- Penelope's Knees, double concerto pour saxophone alto, contrebasse et orchestre de chambre (1986) ;
- Apollo and Daphne Variations (1987 ; création à Kislovodsk, en Russie, le 4 octobre 1989).

### Musique de chambre
- Flange pour 14 instruments (1965) ;
- Sérénade pour 6 instruments (1970) ;
- Trope-Fantasy pour hautbois, cor anglais et clavecin (1970) ;
- Summer Music pour hautbois, cor, violon, violoncelle et piano (1971) ;
- Quintette à vent (1971) ;
- Dance Suite pour clarinette, violon, guitare et clavecin (1973) ;
- Fantasy pour piano et ensemble de chambre (1973) ;
- Coils pour flûte, clarinette, violon, alto, violoncelle, percussion et piano (1980) ;
- Diary Music II pour ensemble de chambre (1981) ;
- Quatuor à cordes (1982) ;
- When Crows Gather pour 3 clarinettes, violon, violoncelle et piano (1986) ;
- A Fanfare for the Tenth pour quatuor à cordes (1988).

### Musique vocale
- Missa brevis pour chœur d'hommes et instruments à vent (1965) ;
- Cantata Domine pour chœur d'hommes, instruments à vent et bande magnétique (1968) ;
- Structures after Hart Crane pour ténor, piano et bande magnétique (1968) ;
- Moonsong pour chœur et ensemble (1969) ;
- 3 Carols on Medieval Texts pour chœur et ensemble (1971) ;
- Ben Jonson Songs pour soprano, flûte, violon et violoncelle (1974) ;
- Nights Songs pour soprano, ténor et orchestre (1976) ;
- Celebration pour chœur et orchestre (1984) ;
- Wolves pour soprano, flûte, clarinette et piano (1988).